# Pablo Naydón
Pablo Mariano Naydón (17 de abril de 1975, Rosario, Argentina) es un baterista argentino de heavy metal y hard rock, conocido por formar parte de la banda O'Connor desde su formación en 1998 hasta 1999 y desde 2002 hasta la actualidad. También ha trabajado con Alakrán, Razz, Devenir, Mala Medicina e Insomnia.

## Carrera

### Primeros proyectos
Inició sus estudios de batería a los 12 años. Comenzó su carrera profesional a los 15 años como baterista de Alakrán, grabando con ellos el álbum Otra vez en las calles. Luego grabó Rompe con Razz en 1993. En 1995 grabó el álbum Insomnia con su banda Insomnia.

### O'Connor
En 1998 Naydón entra en la banda de heavy Metal O'Connor, banda fundada por Claudio O'Connor y Hernán García en el mismo año. Se alejó de la banda al año siguiente luego de grabar el álbum Hay un lugar. En 2003 graba el álbum Red Hipnótica con Devenir y el álbum debut de Mala Medicina. En 2004 vuelve a integrar O'Connor hasta la actualidad, grabando los álbumes El tiempo es tan pequeño, Estamos pariendo Naturaleza muerta, Río extrañoy Un poco de respeto. Luego de este último álbum, en 2012 comenzaron a circular rumores sobre la separación de la banda, pero a principios de 2015 la banda volvió a tocar. En 2016 graba con O'Connor el álbum 
La Grieta donde es el principal compositor de letras.

## Equipamiento
Naydón utilizó el siguiente equipamiento en todos los álbumes de O'Connor que participó, excepto Un poco de respeto.
Batería TAMA Artstar II Birdeye Mapple
- Doble Bombo 22"
- Tambor 14" (5 1/2)
- Tom Flotante 10"
- Tom Flotante 12"
- Floor Tom 14"
- Floor Tom 16"

Platillos:
- Hi-hat 14"
- Ride 22" (Zildjian Z / Power bell)
- Crash 18"
- Crash 20"
- China 18"

En Un poco de respeto:
Batería Gretsch Catalina
- Doble bombo 22"
- Tambor TAMA Warlord (Metal)
- Tom Flotante 8"
- Tom Flotante 10"
- Tom Flotante 12"
- Floor Tom 14"
- Floor Tom 16"

## Discografía

### Alakran
- Otra Vez en las Calles - 1991

### Razz
- Rompe - 1993

### Devenir
- Red Hipnótica - 2003

### Mala Medicina
- Mala Medicina - 2004

### O'Connor
- Hay un lugar - 1999
- Vive siempre... - 2003
- El tiempo es tan pequeño - 2004
- Estamos pariendo - 2006
- Naturaleza muerta- 2008
- La Década Tour 1998-2008 - 2013
- Río extraño - 2010
- Un lugar que nunca muere - 2011
- Un poco de respeto - 2012
- La Grieta - 2016